# Francisco Varela (pintor)
Francisco Varela (¿Sevilla?, ca. 1580/1592-ibídem, 1645), fue un pintor español.

## Biografía

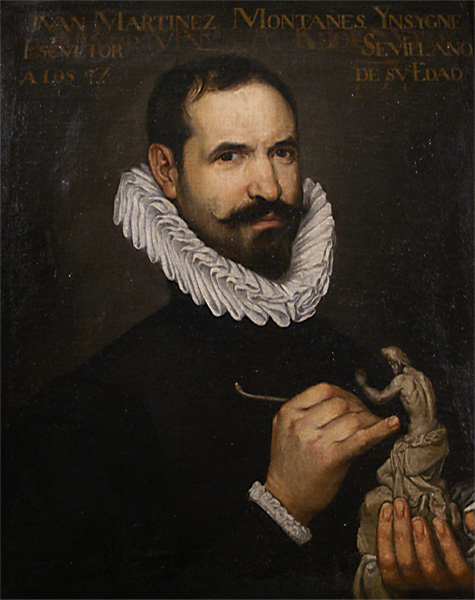
Retrato de Martínez Montañés con 47 años (1616), Ayuntamiento de Sevilla.

Documentado en Sevilla en 1606, cuando entró como aprendiz en el taller de José de la Huerta, hacia 1625 se le documenta con frecuencia en compañía de Francisco Pacheco como maestro examinador de los aspirantes a ingresar en el gremio de pintores de la ciudad.
Como la mayor parte de los pintores de su generación, su estilo primitivamente manierista fue evolucionando hacia el naturalismo, anticipándose en ciertos aspectos a los modelos que más tarde desarrolló Francisco de Zurbarán.
La obra que nos ha llegado de Francisco Varela es escasa, destacan dos representaciones de la Última Cena, una de ellas realizada en 1622 e inspirada probablemente en un grabado manierista, se encuentra en la Iglesia de San Bernardo de Sevilla. La otra con una iconografía muy similar, fue adquirida en 2004 por la Junta de Andalucía y se encuentra expuesta en el Museo de Bellas Artes de Sevilla.

También son interesantes el Retrato de Martínez Montañés (1616) que pertenece al Ayuntamiento de Sevilla y El Arcángel San Miguel (1629).
Una de sus últimas obras conocida, ejecutada en 1640, es el conjunto de pinturas realizadas para  del Convento de la Pasión de Sevilla que actualmente se encuentran expuestas en el Museo de Bellas Artes de esta ciudad. La serie está compuesta por San Cristóbal y San Agustín, Santa Catalina de Siena con Santa Lucía y  Santa Catalina de Alejandría con Santa Teresa de Jesús. En la Real Academia de Bellas Artes de San Fernando, Madrid, se le atribuye un San José con el Niño, asunto que en la España de la contrarreforma fue representado por grandes nombres como Murillo, El Greco o Ribera.